# イェルマレン湖

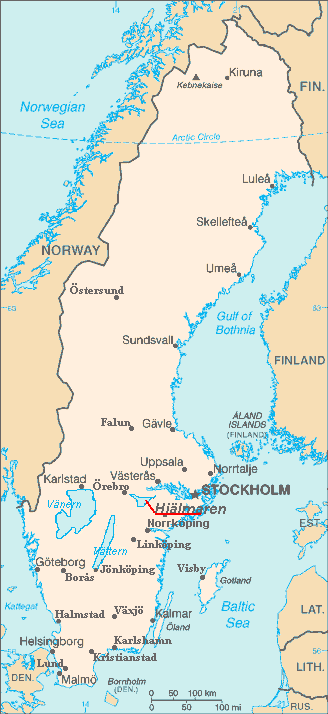
位置図

イェルマレン湖（スウェーデン語: Hjälmaren、スウェーデン語発音: [ˈjɛlːmaren]）は、スウェーデンで第四の面積を有する湖。湖水はメーラレン湖を通じてバルト海に注ぎ、長さ13kmのイェルマレ運河でストックホルムとも結ばれている。
セーデルマンランド地方、ネルケ地方、ヴェストマンランド地方の三地方に接する。面積は485平方キロ、平均水深6メートル、全長63キロ、幅20キロ。西端のスヴァルト川が湖に流入する河口部にはエレブルーの街がある。エレブルー郊外のオセット自然保護区とリューニンゲ湾一帯には森林、草地、湿地、ヨシ原などが多く、ホシハジロ、アスピウス・アスピウス、パイクパーチ、ヨーロッパウナギなどの動物の繁殖地または生息地として2015年にラムサール条約登録地となった。
湖畔は音楽祭がよく開かれるため、国内のミュージックシーンをけん引する発信地となっている。スマッシング・パンプキンズ、ソニック・ユース、パール・ジャムなど、国外の著名なバンドもここで演奏を行った。
中世に反乱を率いたエンゲルブレクト・エンゲルブレクトソンは1436年、湖内のエンゲルブレクト島で暗殺された。